# Ben Nicholson
Ben Nicholson (Denham, 10. travnja 1894. – London, 6. veljače 1982.), britanski slikar i kipar.
Pionir je nefigurativne umjetnosti u Engleskoj. Njegov likovni razvoj išao je od postimpresionizma do apstrakcije. Apstraktne kompozicije često je radio kao reljefe koji tvore višeslojne naslage u obliku osnovnih geometrijskih likova. 